# قائمة معارك الحرب العالمية الثانية
فيما يلي قائمة بمعارك الحرب العالمية الثانية.

## أفريقيا والشرق الأوسط
| - معارك حصن كابوتزو: يونيو 1940 - نوفمبر 1942 - حملة شرق أفريقيا: يونيو 1940 - نوفمبر 1942 - الاحتلال الإيطالي للصومال البريطاني - معركة كرن - معركة غندر - معركة داكار: سبتمبر 1940 - معركة الغابون: نوفمبر 1940 - عملية البوصلة: ديسمبر 1940 - فبراير 1941 - معركة كرن: فبراير 1941 - إبريل 1941 - حصار طبرق: إبريل - نوفمبر 1941 - حملة العراق: مايو 1941 - عملية بريفيتي: مايو 1941 - عملية سكوربيون: مايو 1941 - عملية باتل آكس: يونيو 1941 - الحملة السورية اللبنانية: يونيو - يوليو 1941 - حملة إيران: يونيو - يوليو 1941 - عملية كروسيدر: نوفمبر - ديسمبر 1941 | - معركة عين الغزالة: مايو - يونيو 1942 - معركة بئر حكيم - معركة مدغشقر: مايو - نوفمبر 1942 - معركة العلمين الأولى: يوليو 1942 - معركة علم حلفا: أغسطس - سبتمبر 1942 - معركة العلمين الثانية: أكتوبر - نوفمبر 1942 - عملية الشعلة: نوفمبر 1942 - عملية ترمينال - معركة الدار البيضاء البحرية - معركة العقيلة: ديسمبر 1942 - حملة تونس: نوفمبر 1942 - مايو 1943 - معركة ممر القصرين - معركة سيدي بوزيد - معركة مدنين - عملية باجيلست - معركة القطار - معركة التل 609 - عملية فولكان |

## حوض البحر المتوسط
| - الهجوم على المرسى الكبير: 3 يوليو 1940 - حصار مالطا: يونيو 1940 - ديسمبر 1942 - معركة يوغوسلافيا: إبريل 1941 - معركة اليونان: إبريل 1941 - معركة كريت: مايو 1941 - معركة صقلية: يوليو - أغسطس 1943 - عملية لادبروك - عملية فوستشن - معركة تروينا - غزو الحلفاء لإيطاليا: سبتمبر 1943 - عملية سلابستك - حملة دوديكانيسيا: سبتمبر - أكتوبر 1943 - معركة ليروس - معركة كوس - معركة نابولي: سبتمبر 1943 - خط فولتورنو: أكتوبر - نوفمبر 1943 - خط بربارا: أكتوبر - نوفمبر 1943 | - الغارة الجوية على باري: ديسمبر 1943 - معركة أورتونا: ديسمبر 1943 - خط برناردت: ديسمبر 1943 - يناير 1944 - حملة نهر مورو: ديسمبر 1943 - معركة مونتي كاسينو: يناير - مايو 1944 - معركة أنسيو: يناير - يونيو 1944 - معركة تشيستيرنا - خط تراسيمين: يونيو - يوليو 1944 - معركة أنكونا: يونيو - يوليو 1944 - الخط القوطي: أغسطس - ديسمبر 1944 - معركة جيمانو - معركة ريميني - معركة سان مارينو: سبتمبر 1944 - معركة غرفانيانا: ديسمبر 1944 - حملة ربيع 1945 على إيطاليا: إبريل - مايو 1945 - معركة بولونيا - معركة ثغرة أرجنتا |

## الجبهة الغربية
| - عملية فيسربونغ: إبريل - يونيو 1940 - معركة الدنمارك - الحملة النرويجية - معارك نارفيك - معركة هولندا: مايو 1940 - معركة روتردام - معركة زيلاند - معركة الأفسلوتدك - معركة الغريبيبيرغ - معركة لاهاي - معركة ماسترخت - معركة بلجيكا: مايو 1940 - معركة حصن إيبن-إيمايل - معركة أنوت - معركة جمبلو - معركة فرنسا: مايو - يونيو 1940 - معركة سيدان - معركة أراس - حصار كاليه - حصار ليل - عملية باولا - معركة دونكيرك - معركة بريطانيا: يوليو - أكتوبر 1940 - اليوم العسير - معركة يوم بريطانيا - معركة مستنقع غرافيني - بليتز: سبتمبر 1940 - مايو 1941 - عملية سيربيروس: فبراير 1942 - عملية دونركايل: فبراير 1942 - غارة سان نازير: مارس 1942 - غارة دييب: أغسطس 1942 - معركة برلين الجوية: نوفمبر 1943 - مارس 1944 - عملية أوفرلورد: يونيو - أغسطس 1944 - حملة نورماندي - غزو نورماندي - معركة كا - عملية بيرش - معركة كارنتن - معركة شيربورغ - معركة فييه بوكاج - معركة الوادي الدموي - عملية إبسوم - عملية ويندسور - عملية تشارنوود - عملية جوبيتر - معركة الأودون الثانية - عملية جودوود - عملية أطلنطك - معركة تلال فيريير - عملية سبرينغ - عملية كوبرا - عملية توتالايز - عملية لوتيش - عملية تراكتابل - معركة التل 262 - جيب فاليز | - معركة بريست: أغسطس - سبتمبر 1944 - عملية دراجون: أغسطس - سبتمبر 1944 - عملية روميو - معركة بورت كروس - معركة لاسيوتا - تقدم الحلفاء من باريس صوب الراين: أغسطس - سبتمبر 1944 - تطهير سواحل المانش: أغسطس - سبتمبر 1944 - عملية أستونيا - حصار دونكيرك (1944) - عملية ولهيت - عملية أندرجو - عملية ماركت جاردن: سبتمبر 1944 - معركة أرنهيم - حملة لورين: سبتمبر - ديسمبر 1944 - معركة ميتز: سبتمبر - ديسمبر 1944 - معركة نانسي: سبتمبر 1944 - معركة مويربروج: سبتمبر 1944 - معركة هورتجن فورست: سبتمبر 1944 - فبراير 1945 - معركة التل 400 - معركة أوفرلون: أكتوبر 1944 - معركة آخن: أكتوبر 1944 - معركة كروسيفيكس هيل - معركة الشيلدت: أكتوبر - نوفمبر 1944 - عملية كوين: نوفمبر - ديسمبر 1944 - عملية كليبر: نوفمبر 1944 - يناير 1945 - معركة الثغرة: ديسمبر 1944 - يناير 1945 - معركة سان فيث - معركة كسترنيخ - معركة تلال لنزاريث - ثغرة لوشهايم - تلال إلسنبورن - عملية ستوسر - حصار باستون - عملية بودنبلات - عملية نوردويند: يناير 1945 - عملية بلاك كوك: يناير 1945 - جيب كولمار: يناير - فبراير 1945 - غزو الحلفاء الغربيون لألمانيا: فبراير - مايو 1945 - عملية فيريتابل - عملية جرينيد - عملية لمبرجاك - عملية بلندر - عملية فارسيتي - عملية أندرتون - عملية أمهيرست - معركة كاسل - معركة هايلبرون - جيب الرور - معركة جرونينجن |

## إسكندنافيا
| - حادثة آلتمارك: فبراير 1940 - عملية فيسربونغ: إبريل 1940 - احتلال الدنمارك - معركة الدنمارك: إبريل 1940 - إنقاذ اليهود الدنماركييون - احتلال ألمانيا النازية للنرويج - حملة النرويج: إبريل - يونيه 1940 - معركة مضيق دريبك: إبريل 1940 - الاشتباكات قبالة لوفوتن: إبريل 1940 - معركة ميدتسكوغين: إبريل 1940 - معركة دومباس: إبريل 1940 - حملة نامسوس: إبريل - مايو 1940 - معركة آندالسنيس: إبريل - مايو 1940 - معركة حصن هغرا: إبريل - مايو 1940 - معركة غراتانغين: إبريل 1940 - معركة فينيسفينغين: مايو 1940 - معارك نارفيك: إبريل - يونيه 1940 - حركة المقاومة النرويجية - تخريب مشروع الماء الثقيل النرويجي - معسكرات الاعتقال النازية في النرويج - الاحتلال البريطاني لجزر فارو: إبريل 1940 - غزو آيسلندا: مايو 1940 - عملية كلايمور: مارس 1941 | - حرب الاستمرار: يونيو 1941 - سبتمبر 1944 - الغزو الفنلندي لكاريليا - الغزو الفنلندي لبرزخ كاريليا - الغزو الفنلندي لكاريليا الشرقية - عملية سيلفر فوكس: يونيو - نوفمبر 1941 - عملية رنتير: يونيو 1941 - عملية بلاتينوم فوكس: يونيو - سبتمبر 1941 - عملية أركتيك فوكس: يوليو - نوفمبر 1941 - معركة هانكو: يونيو - ديسمبر 1941 - غارات شيركينيس وبيتسامو: يوليو 1941 - معركة سورساري: مارس - إبريل 1942 - معركة صوميري: يوليو 1942 - هجوم فيبورغ - بيتروزوفودسك: يونيو - أغسطس 1944 - معركة تيينهارا: يونيو 1944 - معركة تالي - إيهانتالا: يونيو - يوليو 1944 - معركة خليج فيبورغ: يونيو - يوليو 1944 - معركة فوسالمي: يوليو 1944 - معركة نييتيارفي: يوليو 1944 - معركة إلومانتسي: يوليو - أغسطس 1944 - عملية غاونتليت: أغسطس 1941 - عملية زيترونيللا: سبتمبر 1943 - هجوم بيتسامو - شيركينيس: أكتوبر 1944 - السويد خلال الحرب العالمية الثانية - تعدين الحديد السويدي خلال الحرب العالمية الثانية - البارجة الألمانية تيربيتز |

## الأطلسي
| - معركة الأطلسي: 1939 - 1945 - معركة نهر لابلاتا - حادثة ألتمارك - القافلة إس سي 7 - القافلة إتش إكس 84 - القافلة إتش إكس 106 - عملية برلين - موقعة 4 إبريل 1941 - موقعة 9 مايو 1941 - معركة مضيق الدنمارك - معركة بيسمارك - عملية درْمْ بيِت - معركة زقاق توربيدو - موقعة 27 مارس 1942 | - تابع معركة الأطلسي: - معركة سان لاورينس - موقعة 6 يونيو 1942 - القافلة بي كيو 17 - معركة الدار البيضاء البحرية - معركة بحر بارنتس - معركة الرأس الشمالي - عملية ستونوول - عملية تيردروب - موقعة 13 مايو 1944 - معركة أوشانت - معركة بيير نوار - موقعة 9 فبراير 1945 - معركة بوينت جوديث |

## الجبهة الشرقية
| - غزو بولندا: سبتمبر - أكتوبر 1939 - الغزو السوفيتي لبولندا: سبتمبر - أكتوبر 1939 - معركة البزورة:سبتمر 1939 - معركة ويستربلات: سبتمبر 1939 - معركة مكتب بريد دانزيج: سبتمبر 1939 - معركة الحدود: سبتمبر 1939 - معركة كرويانتي: سبتمبر 1939 - معركة شوينيس: سبتمبر 1939 - معركة كروجانز: سبتمبر 1939 - معركة لاسي كروليفسكيا: سبتمبر 1939 - معركة موكرا: سبتمبر 1939 - معركة خليج دانزيج: سبتمبر 1939 - معركة بتشينا: سبتمبر 1939 - معركة ملافا: سبتمبر 1939 - معركة غابة توشولا: سبتمبر 1939 - معركة يوردانوف: سبتمبر 1939 - معركة بوروفا جورا: سبتمبر 1939 - معركة ميكولوف: سبتمبر 1939 - معركة فينجيرسكيا جوركا: سبتمبر 1939 - معركة توماشوف مازوفيتسكي: سبتمبر 1939 - معركة فيزنا: سبتمبر 1939 - معركة وودج: سبتمبر 1939 - معركة شوميشلا: سبتمبر 1939 - معركة بيوتركوف تريبيونالسكي: سبتمبر 1939 - معركة روجان: سبتمبر 1939 - معركة رادوم: سبتمبر 1939 - معركة لومجا: سبتمبر 1939 - معركة تسيروسافا: سبتمبر 1939 - حصار وارسو (1939): سبتمبر 1939 - معركة غدينيا: سبتمبر 1939 - معركة هيل: سبتمبر - أكتوبر 1939 - معركة كوتنو: سبتمبر 1939 - معركة ياروسلاف: سبتمبر 1939 - معركة كالوشن: سبتمبر 1939 - معركة فجروف: سبتمبر 1939 - معركة فيلنو (1939): سبتمبر 1939 - معركة لفيف (1939): سبتمبر 1939 - معركة مودلين: سبتمبر 1939 - معركة كوبرين: سبتمبر 1939 - معركة بيجتش ليتيفسكي: سبتمبر 1939 - معركة كينبا أوكسيفيكا: سبتمبر 1939 - معركة توماشوف لوبيلسكي: سبتمبر 1939 - معركة فولكا فينجلوفا: سبتمبر 1939 - معركة غابة كامبينوس: سبتمبر 1939 - معارك يانوف، فيليشيتسكا وخولوسكو - معركة كراسنيستاف - معركة هورودنا: سبتمبر 1939 - معركة لوميانكي: سبتمبر 1939 - منطقة سارني الحصينة - معركة ششنيكي - معركة كراسنوبرود: سبتمبر 1939 - معركة فلاديبول - معركة شاتسك: سبتمبر 1939 - معركة فيتيتشنو: سبتمبر 1939 - معركة بارتيف: سبتمبر 1939 - معركة كوك (1939): أكتوبر 1939 - حرب الشتاء: نوفمبر 1939 - مارس 1940 - معركة تولفايارفي: ديسمبر 1939 - معركة سوموسالمي: ديسمبر 1939 - يناير 1940 - معركة كيليا: ديسمبر 1939 - معركة تايبالى: ديسمبر 1939 - معركة سومّا: ديسمبر 1939 - فبراير 1940 - معركة طريق راتى: يناير 1940 - معركة كوهمو - معركة هونكانييمي: فبراير 1940 - معركة كولّآ: ديسمبر 1939 - مارس 1940 - معركة صلّآ: نوفمبر 1939 - فبراير 1940 - معركة بيتسامو (1939): نوفمبر 1939 - مارس 1940 - عملية بارباروسا: يونيو - ديسمبر 1941 - معركة حصن بريست: يونيو 1941 - معركة بياويستوك - مينسك: يونيو 1941 - معركة رسايني: يونيو 1941 - معركة برودي (1941): يونيو 1941 - عملية مونشن: يوليو 1941 - معركة سمولينسك (1941): يوليو - أغسطس 1941 - معركة أومان: يوليو - أغسطس 1941 - معركة كييف (1941): أغسطس - سبتمبر 1941 - الإخلاء السوفيتي لتالين: أغسطس 1941 - هجوم ييلنيا: أغسطس - سبتمبر 1941 - حصار أوديسا (1941): أغسطس - أكتوبر 1941 - حملة القرم: سبتمبر 1941 - يوليو 1942 - حصار لينينغراد: سبتمبر 1941 - يناير 1944 - عملية نوردليخت - معركة خاركوف الأولى: أكتوبر 1941 - معركة روستوف (1941): نوفمبر 1941 - معركة موسكو: أكتوبر 1941 - يناير 1942 - معركة حقول بورودينو: أكتوبر 1941 - يناير 1942 - قصف تالين خلال الحرب العالمية الثانية: يونيو 1941 - سبتمبر 1944 - حرب الاستمرار: يونيو 1941 - سبتمبر 1944 - الغزو الفنلندي لكاريليا - الغزو الفنلندي لبرزخ كاريليا - الغزو الفنلندي لكاريليا الشرقية - عملية سيلفر فوكس: يونيو - نوفمبر 1941 - عملية رنتير: يونيو 1941 - عملية بلاتينوم فوكس: يونيو - سبتمبر 1941 - عملية أركتيك فوكس: يوليو - نوفمبر 1941 - معركة هانكو: يونيو - ديسمبر 1941 - غارات شيركينيس وبيتسامو: يوليو 1941 - معركة سورساري: مارس - إبريل 1942 - معركة صوميري: يوليو 1942 - هجوم فيبورغ - بيتروزوفودسك: يونيو - أغسطس 1944 - معركة تيينهارا: يونيو 1944 - معركة تالي - إيهانتالا: يونيو - يوليو 1944 - معركة خليج فيبورغ: يونيو - يوليو 1944 - معركة فوسالمي: يوليو 1944 - معركة نييتيارفي: يوليو 1944 - معركة إلومانتسي: يوليو - أغسطس 1944 - عملية مستنقعات بريبيات: يوليو - أغسطس 1941 - معركة القوقاز: أغسطس 1941 - مايو 1944 - معركة بحر أزوف: سبتمبر - أكتوبر 1941 - عملية فوتان: سبتمبر - نوفمبر 1941 - معركة بريانسك (1941): أكتوبر 1941 - حصار سيفاستوبول (1941-1942): أكتوبر 1941 - يوليو 1942 - معركة كيرش: ديسمبر 1941 - مايو 1942 - هجوم توروبيتس - خولم: يناير - فبراير 1942 - معارك رجف: يناير 1942 - مارس 1943 - نيفيسكي بياتاشوك: يناير 1942 - مايو 1943 - جيب ديميانسك: فبراير - مارس 1942 - معركة خاركوف الثانية: مايو 1942 | - عملية كرملين: مايو - يونيو 1942 - الحالة الزرقاء: يونيو - نوفمبر 1942 - عملية إيدلفايس: يوليو - نوفمبر 1942 - معركة ستالينغراد: أغسطس 1942 - فبراير 1943 - معركة فورونيج (1942): يونيو - يوليو 1942 - عملية براونشفيج: يوليو - نوفمبر 1942 - عملية أورانوس: نوفمبر 1942 - عملية وينتر ستورم: ديسمبر 1942 - قصف مطار تاتسينيسكايا الحربي: ديسمبر 1942 - عملية ليتل ساترن: ديسمبر 1942 - فبراير 1943 - عملية كوتسلو - عملية مارس: نوفمبر - ديسمبر 1942 - معركة فيليكيي لوكي: نوفمبر 1942 - يناير 1943 - معركة روستوف (1942) - عملية إسكرا: يناير 1943 - معركة نيكولايفكا: يناير 1943 - هجوم أوستروغوجسك - روسوش: يناير 1943 - معركة فورونيج (1943): يناير 1943 - مالايا زيمليا: فبراير 1943 - معركة خاركوف الثالثة: فبراير - مارس 1943 - عملية بوليارنيا زفيزدا: فبراير - إبريل 1943 - معركة كراسني بور: فبراير 1943 - معركة سْمِرْدينيا - معركة جورودوك - سينيافينو - معركة ديميانسك (1943) - عملية بوفل: مارس 1943 - معركة كورسك: يوليو - أغسطس 1943 - عملية كوتوزوف: يوليو - أغسطس 1943 - معركة بروخوروفكا: يوليو 1943 - معركة بيلغورود: يوليو - أغسطس 1943 - عملية بولكوفوديتس روميانتسيف: أغسطس 1943 - هجوم بيلغورود - خاركوف: أغسطس 1943 - معركة سمولينسك (1943): أغسطس - أكتوبر 1943 - هجوم الدنيبر السفلي: أغسطس - ديسمبر 1943 - عملية كونسرت: سبتمبر - أكتوبر 1943 - معركة لينينو: أكتوبر 1943 - عملية كيرش - إلتيجن: أكتوبر - ديسمبر 1943 - معركة كييف (1943): نوفمبر - ديسمبر 1943 - معركة روستوف (1943) - معركة جيب كورسن - شيركاسي: يناير - فبراير 1944 - معركة نارفا (1944): فبراير - أغسطس 1944 - معركة جسر نارفا: فبراير - يوليو 1944 - عملية مارغريت: مارس 1944 - جيب كميانتس - بوديلسكي: مارس - إبريل 1944 - هجوم القرم: إبريل - مايو 1944 - هجوم ياش - كيشيناو الأول: إبريل 1944 - معركة ترغو فروموس الأولى: إبريل 1944 - معركة ترغو فروموس الثانية: مايو 1944 - عملية باغراتيون: يونيو - أغسطس 1944 - هجوم بوبرويسك: يونيو 1944 - هجوم موغيليف: يونيو 1944 - هجوم فيتيبسك - أورشا: يونيو 1944 - هجوم مينسك: يونيو - يوليو 1944 - هجوم بولوتسك: يونيو - يوليو 1944 - هجوم بيلوستوك: يوليو 1944 - هجوم فيلينيوس: يوليو 1944 - هجوم شياولياي: يوليو - أغسطس 1944 - هجوم كوناس: يوليو - أغسطس 1944 - هجوم لوبلين - بريست: يوليو - سبتمبر 1944 - هجوم أوسوفتس: أغسطس 1944 - هجوم لفيف - ساندوميرز: يوليو - أغسطس 1944 - عملية تيمبست: يوليو - أكتوبر 1944 - عملية أوسترا براما: يوليو 1944 - انتفاضة لفيف: يوليو 1944 - انتفاضة وارسو: أغسطس - أكتوبر 1944 - معركة خط تاننبيرغ: يوليو - أغسطس 1944 - عملية دوبلكوبف: أغسطس 1944 - هجوم ياش - كيشيناو الثاني: أغسطس 1944 - معركة ردزيامِنْ: أغسطس 1944 - معركة ستودزيانكي: أغسطس 1944 - عملية برايك: سبتمبر 1944 - عملية نوردليخت - معركة بوركيوني: سبتمبر 1944 - هجوم تالين: سبتمبر 1944 - معركة ممر دوكلا: سبتمبر - أكتوبر 1944 - هجوم ريغا (1944): سبتمبر - أكتوبر 1944 - عملية إنزال مُونصْند: سبتمبر - نوفمبر 1944 - معركة دبرتسن: أكتوبر 1944 - عملية جمبينين: أكتوبر 1944 - عملية بانزرفاوست: أكتوبر 1944 - معركة ميمل: أكتوبر 1944 - يناير 1945 - هجوم بودابست: أكتوبر 1944 - فبراير 1945 - حصار بودابست: ديسمبر 1944 - فبراير 1945 - عملية كونراد: يناير 1945 - حرب لابلاند: أكتوبر 1944 - إبريل 1945 - عملية تان أوست: سبتمبر 1944 - معركة تورنيو: أكتوبر 1944 - معركة روفانييمي: أكتوبر 1944 - جيب كورلاند: أكتوبر 1944 - مايو 1945 - عملية فالكيري: 1944 - هجوم فيستولا - الأودر: يناير - فبراير 1945 - معركة بوزنان (1945): يناير - فبراير 1945 - جيب هايليجنبايل: يناير - مارس 1945 - هجوم بروسيا الشرقية: يناير - إبريل 1945 - معركة كونيسبيرغ: يناير - إبريل 1945 - عملية صوليستس: فبراير 1945 - هجمات سيليسيا: فبراير - مارس 1945 - هجوم سيليسيا السفلى: فبراير 1945 - هجوم سيسيليا العليا: مارس 1945 - معركة جسر شفيت: فبراير - مارس 1945 - هجوم بوميرينيا الشرقية: فبراير - إبريل 1945 - معركة كولبيرغ: مارس 1945 - حصار فروتسواف: فبراير - مايو 1945 - عملية فروهلينجسيافاخن: مارس 1945 - معركة درافا: مارس 1945 - هجوم ناجيكانيزسا وكورمند: مارس - إبريل 1945 - هجوم فيينا: إبريل 1945 - هجوم ساملاند: إبريل 1945 - معركة برلين: إبريل - مايو 1945 - معركة خط الأودر - نايسه: إبريل - مايو 1945 - معركة مرتفعات زيلو: إبريل 1945 - معركة هالب: إبريل - مايو 1945 - معركة باوتزن (1945): إبريل 1945 - الجبهة السورية:21 أكتوبر 1944- 12 أبريل 1945 - هجوم براغ: مايو 1945 |

## المحيط الهادئ
| - الهجوم على بيرل هاربر: ديسمبر 1941 - حملة الفلبين (1941-1942): ديسمبر 1941 - مايو 1942 - معركة باتان: يناير - إبريل 1942 - موكب باتان الجنائزي: إبريل 1942 - معركة كوريغيدور: مايو 1942 - معركة منداناو - معركة هونغ كونغ: ديسمبر 1941 - حملة الهند الشرقية الهولندية: ديسمبر 1941 - مارس 1942 - معركة غوام (1941): ديسمبر 1941 - معركة جزيرة ويك: ديسمبر 1941 - حملة جزر سليمان: يناير 1942 - أغسطس 1945 - غزو تولاغي (مايو 1942): مايو 1942 - حملة غوادالكانال: أغسطس 1942 - فبراير 1943 - معركة تولاغي وغافوتو-تنامبوغو: أغسطس 1942 - معركة جزيرة سافو: أغسطس 1942 - معركة تينارو: أغسطس 1942 - معركة جزر سليمان الشرقية: أغسطس 1942 - معركة تلال إديسون: سبتمبر 1942 - اشتباكات ماتانيكاو: سبتمبر - أكتوبر 1942 - معركة كيب أندرسون: أكتوبر 1942 - معركة حقل هنديرسون: أكتوبر 1942 - معركة جزر سانتا كروز: أكتوبر 1942 - هجوم ماتانيكاو: نوفمبر 1942 - اشتباكات كولي بوينت: نوفمبر 1942 - دورية كارلسون: نوفمبر - ديسمبر 1942 - معركة غوادالكانال البحرية: نوفمبر 1942 - معركة تسافارونغا: نوفمبر 1942 - معركة جبل أوستن والحصان الراكض وحصان البحر: ديسمبر 1942 - يناير 1943 - معركة جزيرة رينيل: يناير 1943 - عملية كيه: يناير - فبراير 1943 - معركة مضيق بلاكيت: مارس 1943 - عملية كارتويل - حملة سلاماوا - لاي: إبريل - سبتمبر 1943 - معركة موبو الأولى - معركة بوبدوبي الأولى - معركة لابابيا - معركة بوبدوبي الثانية - عملية إنزال خليج ناساو: يونيو - يوليو 1943 - معركة موبو الثانية - معركة تلال روزفيلت - معركة جبل تامبو - عملية إنزال لاي: سبتمبر 1943 - عملية إنزال ندزاب: سبتمبر 1943 - عملية كرونيكل: يونيو 1943 - حملة نيو جورجيا: يونيو - أغسطس 1943 - معركة ميناء فيرو: يونيو - يوليو 1943 - عمليات إنزال ريندوفا: يونيو 1943 - معركة مرسى ويكهام: يونيو - يوليو 1943 - حملة نقطة موندا: يوليو 1943 - معركة إينوجاي: يوليو 1943 - هجوم نيو جورجيا المضاد: يوليو 1943 - معركة بايروكو: يوليو 1943 - معركة نقطة موندا: يوليو - أغسطس 1943 - معركة فيلا لافيلا البرية: أغسطس - أكتوبر 1943 - معركة جزر تريشيري: أكتوبر - نوفمبر 1943 - إغارة تشويسيول: أكتوبر - نوفمبر 1943 - حملة بوغانفيل: نوفمبر 1943 - أغسطس 1945 - عملية إنزال رأس توروكينا: نوفمبر 1943 - معركة خليج الإمبراطورة أوغوسطا: نوفمبر 1943 - معركة بحيرة كوروموكينا: نوفمبر 1943 - معركة طريق بيفا - معركة بستان جوز الهند: نوفمبر 1943 - معركة بيفا فوركس: نوفمبر 1943 - إغارة كوياري: نوفمبر 1943 - معركة جبال هيلزابوبين والتل 600 إيه - معركة جبال بيرل: ديسمبر 1944 - معركة جبال تسيمبا: يناير - فبراير 1945 - معركة تل سلاتر: مارس - إبريل 1945 - معركة نهر هونغوراي: إبريل - مارس 1945 - معركة مزرعة بورتون: يونيو 1945 - معركة راتسوا: يونيو - أغسطس 1945 - عملية آي-غو: إبريل 1943 - عملية فنجنس: إبريل 1943 - معركة خليج كولا: يوليو 1943 - معركة كولومبنجارا: يوليو 1943 - معركة خليج فيلا: أغسطس 1943 - المعركة قبالة هورانيو: أغسطس 1943 - معركة إنزال فيلا لافيلا: أغسطس - أكتوبر 1943 - معركة فيلا لافيلا البحرية: أكتوبر 1943 - قصف رابول (نوفمبر 1943): نوفمبر 1943 - معركة رأس سانت جورج: نوفمبر 1943 - معركة جزر جرين: يناير - فبراير 1944 - معركة خليج كرافيا: فبراير 1944 - معركة أستراليا: فبراير 1942 - سبتمبر 1945 - حرب شمال أستراليا الجوية: 1942 - 1943 - غارات أستراليا الجوية (1942-1943) - قصف داروين: فبراير 1942 - هجوم برووم: مارس 1942 - معركة بحر كورال: مايو 1942 - نشاط قوات المحور البحري في المياه الأسترالية - التاجر المسلح - الهجمات الألمانية على ناورو: ديسمبر 1940 - معركة الطراد المساعد كورموران والطراد سيدني - قصف داروين: فبراير 1942 - هجوم ميناء سيدني: مايو - يونيو 1942 - إيه إتش إس قنطور - القافلة جي بي 55 - إغارة المحيط الهندي (1944) - الغواصة الألمانية يو-862 - هجوم ميناء سيدني: مايو - يونيو 1942 - حملة مسار كوكودا: يوليو - نوفمبر 1942 - معركة خليج ميلن: أغسطس - سبتمبر 1942 - حملة غينيا الجديدة: يناير 1942 - أغسطس 1945 - معركة رابول (1942): يناير - فبراير 1942 - قصف رابول (1942): فبراير - مارس 1942 - الاشتباكات قبالة بوغانفيل: فبراير 1942 - غزو لاي - سلاماوا: مارس 1942 - عملية مو: إبريل - مايو 1942 - معركة بحر كورال: مايو 1942 - غزو بونا - غونا: يوليو 1942 - حملة مسار كوكودا: يوليو - نوفمبر 1942 - معركة خليج ميلن: أغسطس - سبتمبر 1942 - معركة جزيرة غودإينف: أكتوبر 1942 - معركة بونا - غونا: نوفمبر 1942 - يناير 1943 - معركة واو: يناير 1943 - معركة بحر بيسمارك: مارس 1943 - عملية آي-غو: إبريل 1943 - حملة سلاماوا - لاي: إبريل - سبتمبر 1943 - عملية كارتويل - عملية كرونيكل: يونيو 1943 - عملية إنزال إميراو: مارس 1944 - قصف ويواك: أغسطس 1943 - حملة جبال فينيستير: سبتمبر 1943 - إبريل 1944 - حملة شبه جزيرة هوون: سبتمبر 1943 - مارس 1944 - حملة بوغانفيل: نوفمبر 1943 - أغسطس 1945 - قصف رابول (نوفمبر 1943): نوفمبر 1943 - حملة نيو بريتن: ديسمبر 1943 - أغسطس 1945 - معركة أراوي: ديسمبر 1943 - فبراير 1944 - معركة رأس غلوسستر: ديسمبر 1943 - إبريل 1944 - معركة تالاسيا - معركة جاسماتا - معركة خليج ياكوينوت: نوفمبر 1944 - معركة الخليج الواسع: مارس 1945 - معركة الخليج المفتوح | - تابع حملة غينيا الجديدة: يناير 1942 - أغسطس 1945 - حملة جزر أدميرالتي: فبراير - مايو 1944 - قافلة تاكي إيشي: إبريل - مايو 1944 - حملة غينيا الجديدة الغربية: إبريل 1944 - أغسطس 1945 - عمليتي ركلس وبرسيكيوشن - معركة لون تري هيل: يونيو - سبتمبر 1944 - معركة موروتاي: سبتمبر - أكتوبر 1944 - معركة بياك: مايو - يونيو 1944 - معركة نويمفوور: يوليو - أغسطس 1944 - معركة نهر درينيومور: يوليو - أغسطس 1944 - مطار سانسابور العسكري - حملة أيتابي - ويواك: نوفمبر 1944 - أغسطس 1945 - معركة بوت - داجوا - معركة مابريك - حملة جبال الأمير ألكسندر - عملية إنزال خليج دوف - معركة ويواك - معركة واكدي: مايو 1944 - معركة ميدواي: يونيو 1942 - حملة جزر ألوشيان: يونيو 1942 - أغسطس 1943 - معركة دتش هاربر: يونيو 1942 - الاحتلال الياباني لجزيرة آتو: يونيو 1942 - مايو 1943 - الاحتلال الياباني لجزيرة كيسكا: يونيو 1942 - يوليو 1943 - اشتباكات 5 يوليو 1942 - اشتباكات 15 يوليو 1942 - معركة جزر كوماندورسكي: مارس 1943 - قصف جزيرة آتو - معركة جزيرة آتو: مايو 1943 - قصف جزيرة كيسكا - اشتباكات 12 مايو 1943 - معركة النقاط: يوليو 1943 - عملية كوتاج: أغسطس 1943 - حملة جزر جيلبرت ومارشال: نوفمبر 1943 - فبراير 1944 - غارات مارشال - جيلبرت: فبراير 1942 - إغارة جزيرة ماكين: أغسطس 1942 - معركة تاراوا: نوفمبر 1943 - معركة ماكين: نوفمبر 1943 - معركة كواجاليين: يناير - فبراير 1944 - عملية هايلستون: فبراير 1944 - معركة إينيويتوك: فبراير 1944 - حملة جزر ماريانا وبالاو: يونيو - نوفمبر 1944 - معركة سايبان: يونيو - يوليو 1944 - معركة بحر الفلبين: يونيو 1944 - معركة غوام (1944): يوليو - أغسطس 1944 - معركة تنيان: يوليو - أغسطس 1944 - معركة بيليليو: سبتمبر - نوفمبر 1944 - معركة أنجاور: سبتمبر 1944 - حملة اليابان: يونيو 1944 - أغسطس 1945 - غارات اليابان الجوية: إبريل 1942 - أغسطس 1945 - الغارات الجوية اليابانية على جزر ماريانا: نوفمبر 1944 - يناير 1945 - حملة جزر فولكانو وريوكيو: يناير - أغسطس 1945 - قصف طوكيو: 1942 - 1945 - عملية ستارفيشن: إبريل 1945 - قصف الحلفاء البحري لليابان أثناء الحرب العالمية الثانية: يوليو - أغسطس 1945 - هجوم يوكوسوكا: يوليو 1945 - معركة خليج ساجامي: يوليو 1945 - قصف كوري (يوليو 1945) - عملية داونفول - الهجوم النووي على هيروشيما وناجازاكي - غزو جزر كوريل: أغسطس - سبتمبر 1945 - استسلام اليابان - حملة الفلبين (1944-1945): أكتوبر 1944 - سبتمبر 1945 - معركة كالينغا - أباياو الأولى - واقعة شينيو مارو: سبتمبر 1944 - معركة ليتي: أكتوبر - ديسمبر 1944 - معركة خليج ليتي: أكتوبر 1944 - المعركة قبالة سامار: أكتوبر 1944 - معركة خليج أورموك: نوفمبر - ديسمبر 1944 - القافلة هاي-81: نوفمبر 1944 - معركة ميندورو: ديسمبر 1944 - غزو خليج لينجايين: يناير 1945 - معركة لوزون: يناير - أغسطس 1945 - حملة لوزون الشمالية (1945) - حملة إلوكوس (1945) - معركة باغويو (1945) - حملة إقليم الجبال - معركة ممر بيسانغ: يونيو 1945 - معركة جبال مايوياو - معركة كالينغا - أباياو الثانية - معركة ممر كيرانغ - معركة وسط لوزون - غزو نويفا إيسيجا - معركة بامبانغا (1945) - تحرير تارلاك - إغارة كابانتوان: يناير 1945 - مذبحة سان إلديفونسو - معركة باتان (1945): يناير - فبراير 1945 - غزو زامباليس (1945) - معركة مانيلا (1945): فبراير - مارس 1945 - معركة كوريغيدور (1945): فبراير 1945 - حملة جنوب لوزون - تحرير ريزال - تحرير لاغونا (1945) - تحرير كافيتي - معركة باتانغاس (1945) - معركة تاياباس (1945) - غارة لوس بانيوس: فبراير 1945 - حملة بيكول (1944 - 1945) - معركة كامارينيس - غزو جزيرة لوبانج (1945) - غزو بالاوان: فبراير - إبريل 1945 - معركة فيساياس: مارس - يوليو 1945 - معركة باناي (1945) - تحرير رومبليون (1945) - معركة سيمارا (1945) - معركة نيجروس (1945) - معركة سيبو (1945) - معركة دانبانتايان - معركة بانتايات - معركة بوهول الثانية (1945) - معركة مينداناو: مارس - أغسطس 1945 - معركة أغوغان (1945) - معركة بوكيدنون (1945) - معركة كوتاباتو (1945) - حملة كوتاباتو ومجوينداناو - حملة شمال كوتاباتو (1945) - حملة جنوب كوتاباتو (1945) - معركة دافاو (1945) - معركة لاناو (1945) - معركة مجوينداناو: يناير - سبتمبر 1945 - اشتباك 24 يوليو 1945 - معركة ميساميس (1945) - معركة سوريجاو (1945) - معركة زامبوانجا - حملة الجزر البركانية وريوكيو: يناير - أغسطس 1945 - معركة إيو جيما: فبراير - مارس 1945 - معركة أوكيناوا: إبريل - يونيو 1945 - عملية تن-غو: إبريل 1945 |